# Václav Vilém Václavíček
Václav Vilém Václavíček (latinsky Wenceslaus Guilielmus Waclawjcek, 19. prosinec 1798, Choustník – 19. září 1862, Praha) byl katolický kněz, probošt svatovítské kapituly na Pražském hradě a v letech 1847–1849 arcibiskup lvovský.

## Život
Syn správce choustnického panství Josefa Ignáce Václavíčka byl na kněze vysvěcen roku 1809 a působil jako kaplan v Plané nad Lužnicí. Roku 1814 byl jmenován děkanem v Načeradci a poté vikářem v Bystřici. Roku 1829 byl zvolen kanovníkem metropolitní kapituly u sv. Víta na Pražském hradě, roku 1837 se stal jejím děkanem a 1848 byl zvolen proboštem, s touto hodností souvisel i titul První prelát zemský.
17. prosince 1847 byl zvolen arcibiskupem lvovským, ale roku 1848 nebo 1849 rezignoval, a nahradil jej Łukasz Baraniecki, uvedený do úřadu 13. ledna 1850.
Václav V. Václavíček byl veřejně a vlastenecky činný (člen Matice české), založil Dědictví sv. Prokopa, dosáhl hodnosti guberniálního rady a v letech 1861–1862 byl zemským poslancem. V letech 1829–1830 redigoval Časopis katolického duchovenstva, je autorem několika převážně teologických knih.
Byl za svou práci oceněn jmenováním Rytířem rakouského Leopoldova řádu.
Je pohřben na Šáreckém hřbitově.

## Literární dílo
- Biblická kázaní na wšecky neděle, slavnosti i svátky celého roku, s několika řečmi příležitostnými
- Co jsou církevní odpustky, co oučinkují a kterak a jakým způsobem je sobě získati můžeme a máme
- Ješu hamašiah, d.h. Jesus, der Messias (hebrejsky, německy)